# Coppa panamericana femminile di pallavolo 2015
La Coppa panamericana femminile di pallavolo 2015 si è svolta dal 13 al 21 giugno 2015 a Callao e Lima, in Perù: al torneo hanno partecipato dodici squadre nazionali tra nordamericane e sudamericane e la vittoria finale è andata per la quarta volta agli Stati Uniti d'America.

## Impianti
|                                                                      |                                                                         |  |
|                                                                      |                                                                         |  |
| Coliseo Miguel Grau Città: Callao Capienza: 3 500 Anno d'apertura: - | Coliseo Eduardo Dibós Città: Lima Capienza: 5 000 Anno d'apertura: 1994 |  |

## Regolamento
Le squadre hanno disputato una prima fase a gironi con formula del girone all'italiana; al termine della prima fase:
- Le prime tre classificate di ogni girone hanno acceduto alla fase finale per il primo posto, strutturata in quarti di finale, a cui hanno partecipato solo le seconde e le terze classificate, semifinali, finale per il terzo posto e finale.
- Le due eliminate ai quarti di finale della fase finale per il primo posto hanno acceduto alla finale per il quinto posto.
- La terza e la quarta classificata di ogni girone ha acceduto alla fase finale per il settimo posto, strutturata in semifinali, finale per il nono posto e finale per il settimo posto.
- L'ultima classificata di ogni girone ha acceduto alla finale per l'undicesimo posto.

## Squadre partecipanti
| Squadra         | Qualificazione      | Ultima partecipazione |
| --------------- | ------------------- | --------------------- |
| Argentina       | -                   | Messico 2014          |
| Brasile         | -                   | Perù 2013             |
| Canada          | -                   | Messico 2014          |
| Colombia        | -                   | Messico 2014          |
| Costa Rica      | -                   | Messico 2014          |
| Cuba            | -                   | Messico 2014          |
| Messico         | -                   | Messico 2014          |
| Perù            | Paese organizzatore | Messico 2014          |
| Porto Rico      | -                   | Messico 2014          |
| Rep. Dominicana | -                   | Messico 2014          |
| Stati Uniti     | -                   | Messico 2014          |
| Uruguay         | -                   | Messico 2007          |

## Torneo

### Fase a gironi
| Girone A    | Girone B        |
| ----------- | --------------- |
| Argentina   | Brasile         |
| Colombia    | Canada          |
| Costa Rica  | Cuba            |
| Messico     | Porto Rico      |
| Porto Rico  | Rep. Dominicana |
| Stati Uniti | Uruguay         |

#### Girone A

##### Risultati
| 13 giugno 2015 Coliseo Miguel Grau, Callao Durata: 1h:24 - Spettatori: 150 | Argentina   | 3 - 0 | Costa Rica  | 25-14, 25-14, 27-25               |
| 13 giugno 2015 Coliseo Miguel Grau, Callao Durata: 1h:00 - Spettatori: 200 | Messico     | 0 - 3 | Colombia    | 20-25, 21-25, 20-25               |
| 13 giugno 2015 Coliseo Miguel Grau, Callao Durata: 1h:18 - Spettatori: 300 | Stati Uniti | 3 - 0 | Porto Rico  | 25-22, 25-12, 27-18               |
| 14 giugno 2015 Coliseo Miguel Grau, Callao Durata: 1h:31 - Spettatori: 75  | Colombia    | 1 - 3 | Stati Uniti | 21-25, 9-25, 25-23, 16-25, 25-18  |
| 14 giugno 2015 Coliseo Miguel Grau, Callao Durata: 1h:02 - Spettatori: 150 | Costa Rica  | 0 - 3 | Porto Rico  | 9-25, 14-25, 10-25                |
| 14 giugno 2015 Coliseo Miguel Grau, Callao Durata: 1h:15 - Spettatori: 200 | Argentina   | 3 - 1 | Messico     | 25-20, 25-13, 22-25, 25-18        |
| 15 giugno 2015 Coliseo Miguel Grau, Callao Durata: 0h:54 - Spettatori: 50  | Stati Uniti | 3 - 0 | Costa Rica  | 25-11, 25-9, 25-5                 |
| 15 giugno 2015 Coliseo Miguel Grau, Callao Durata: 2h:03 - Spettatori: 100 | Colombia    | 2 - 3 | Argentina   | 25-20, 19-25, 25-20, 18-25, 12-15 |
| 15 giugno 2015 Coliseo Miguel Grau, Callao Durata: 1h:26 - Spettatori: 100 | Porto Rico  | 3 - 0 | Messico     | 25-20, 26-24, 25-22               |
| 16 giugno 2015 Coliseo Miguel Grau, Callao Durata: 1h:09 - Spettatori: 50  | Costa Rica  | 0 - 3 | Colombia    | 18-25, 23-25, 14-25               |
| 16 giugno 2015 Coliseo Miguel Grau, Callao Durata: 1h:02 - Spettatori: 100 | Messico     | 0 - 3 | Stati Uniti | 13-25, 17-25, 17-25               |
| 16 giugno 2015 Coliseo Miguel Grau, Callao Durata: 2h:13 - Spettatori: 100 | Porto Rico  | 3 - 2 | Argentina   | 22-25, 20-25, 25-22, 25-22, 10-15 |
| 17 giugno 2015 Coliseo Miguel Grau, Callao Durata: 1h:09 - Spettatori: 50  | Messico     | 3 - 0 | Costa Rica  | 25-15, 25-20, 25-20               |
| 17 giugno 2015 Coliseo Miguel Grau, Callao Durata: 1h:17 - Spettatori: 125 | Colombia    | 0 - 3 | Porto Rico  | 22-25, 16-25, 21-25               |
| 17 giugno 2015 Coliseo Miguel Grau, Callao Durata: 1h:08 - Spettatori: 100 | Argentina   | 0 - 3 | Stati Uniti | 18-25, 18-25, 11-25               |

##### Classifica
| Pos | Squadra     | Pt | G | V | P | SV | SP | Ratio  | PF  | PS  | Ratio |
| --- | ----------- | -- | - | - | - | -- | -- | ------ | --- | --- | ----- |
| 1   | Stati Uniti | 24 | 5 | 5 | 0 | 15 | 1  | 15.000 | 398 | 242 | 1.645 |
| 2   | Argentina   | 15 | 5 | 4 | 1 | 12 | 8  | 1.500  | 435 | 405 | 1.074 |
| 3   | Porto Rico  | 17 | 5 | 3 | 2 | 11 | 6  | 1.833  | 380 | 342 | 1.111 |
| 4   | Colombia    | 13 | 5 | 2 | 3 | 9  | 9  | 1.000  | 379 | 394 | 0.962 |
| 5   | Messico     | 6  | 5 | 1 | 4 | 4  | 12 | 0.333  | 325 | 378 | 0.860 |
| 6   | Costa Rica  | 0  | 5 | 0 | 5 | 0  | 15 | 0.000  | 221 | 377 | 0.586 |

#### Girone B

##### Risultati
| 13 giugno 2015 Coliseo Eduardo Dibós, Lima Durata: 1h:00 - Spettatori: 500   | Rep. Dominicana | 3 - 0 | Uruguay         | 25-10, 25-14, 25-8                |
| 13 giugno 2015 Coliseo Eduardo Dibós, Lima Durata: 1h:17 - Spettatori: 2 000 | Perù            | 0 - 3 | Cuba            | 21-25, 20-25, 22-25               |
| 13 giugno 2015 Coliseo Eduardo Dibós, Lima Durata: 2h:01 - Spettatori: 2 500 | Brasile         | 2 - 3 | Canada          | 25-15, 14-25, 25-15, 26-28, 9-15  |
| 14 giugno 2015 Coliseo Eduardo Dibós, Lima Durata: 1h:00 - Spettatori: 500   | Canada          | 3 - 0 | Uruguay         | 25-16, 25-9, 25-13                |
| 14 giugno 2015 Coliseo Eduardo Dibós, Lima Durata: 1h:58 - Spettatori: 2 000 | Cuba            | 3 - 2 | Brasile         | 25-15, 25-23, 20-25, 22-25, 16-14 |
| 14 giugno 2015 Coliseo Eduardo Dibós, Lima Durata: 1h:45 - Spettatori: 3 500 | Perù            | 1 - 3 | Rep. Dominicana | 18-25, 20-25, 25-22, 20-25        |
| 15 giugno 2015 Coliseo Eduardo Dibós, Lima Durata: 1h:09 - Spettatori: 250   | Brasile         | 3 - 0 | Uruguay         | 25-15, 25-13, 25-14               |
| 15 giugno 2015 Coliseo Eduardo Dibós, Lima Durata: 1h:43 - Spettatori: 750   | Perù            | 1 - 3 | Rep. Dominicana | 27-25, 14-25, 22-25, 21-25        |
| 15 giugno 2015 Coliseo Eduardo Dibós, Lima Durata: 1h:17 - Spettatori: 1 000 | Perù            | 0 - 3 | Canada          | 18-25, 21-25, 15-25               |
| 16 giugno 2015 Coliseo Eduardo Dibós, Lima Durata: 1h:01 - Spettatori: 150   | Canada          | 3 - 0 | Uruguay         | 25-16, 25-5, 25-20                |
| 16 giugno 2015 Coliseo Eduardo Dibós, Lima Durata: 1h:22 - Spettatori: 750   | Rep. Dominicana | 3 - 0 | Canada          | 25-19, 25-22, 26-24               |
| 16 giugno 2015 Coliseo Eduardo Dibós, Lima Durata: 1h:28 - Spettatori: 2 500 | Perù            | 0 - 3 | Brasile         | 28-30, 20-25, 20-25               |
| 17 giugno 2015 Coliseo Eduardo Dibós, Lima Durata: 1h:14 - Spettatori: 300   | Canada          | 0 - 3 | Cuba            | 21-25, 20-25, 20-25               |
| 17 giugno 2015 Coliseo Eduardo Dibós, Lima Durata: 1h:54 - Spettatori: 600   | Rep. Dominicana | 3 - 2 | Brasile         | 16-25, 18-25, 25-17, 25-16, 15-10 |
| 17 giugno 2015 Coliseo Eduardo Dibós, Lima Durata: 0h:57 - Spettatori: 2 000 | Perù            | 3 - 0 | Uruguay         | 25-12, 25-8, 25-10                |

##### Classifica
| Pos | Squadra         | Pt | G | V | P | SV | SP | Ratio | PF  | PS  | Ratio |
| --- | --------------- | -- | - | - | - | -- | -- | ----- | --- | --- | ----- |
| 1   | Rep. Dominicana | 21 | 5 | 5 | 0 | 15 | 4  | 3.750 | 447 | 357 | 1.252 |
| 2   | Cuba            | 19 | 5 | 4 | 1 | 13 | 5  | 2.600 | 417 | 367 | 1.136 |
| 3   | Canada          | 13 | 5 | 3 | 2 | 9  | 8  | 1.125 | 374 | 342 | 1.094 |
| 4   | Brasile         | 16 | 5 | 2 | 3 | 12 | 9  | 1.333 | 449 | 415 | 1.082 |
| 5   | Perù            | 6  | 5 | 1 | 4 | 4  | 12 | 0.333 | 343 | 357 | 0.961 |
| 6   | Uruguay         | 0  | 5 | 0 | 5 | 0  | 15 | 0.000 | 183 | 375 | 0.488 |

### Finali 1º, 3º e 5º posto
|  | Quarti     | Quarti          |                 |           | Semifinali         | Semifinali         |  |  | Finale 1º/2º posto | Finale 1º/2º posto |
|  |            |                 |                 |           |                    |                    |  |  |                    |                    |
|  |            |                 |                 |           |                    |                    |  |  |                    |                    |
|  |            |                 |                 |           |                    |                    |  |  |                    |                    |
|  | -          | -               |                 |           |                    |                    |  |  |                    |                    |
|  | -          | -               |                 |           |                    |                    |  |  |                    |                    |
|  | -          | -               |                 |           |                    |                    |  |  |                    |                    |
|  | -          | -               | Stati Uniti     | 3         |                    |                    |  |  |                    |                    |
|  |            |                 | Stati Uniti     | 3         |                    |                    |  |  |                    |                    |
|  |            | Cuba            | 0               |           |                    |                    |  |  |                    |                    |
|  | Cuba       | Cuba            | 0               | 3         |                    |                    |  |  |                    |                    |
|  | Cuba       |                 |                 | 3         |                    |                    |  |  |                    |                    |
|  | Porto Rico | 2               |                 |           |                    |                    |  |  |                    |                    |
|  | Porto Rico | 2               | Stati Uniti     | 3         |                    |                    |  |  |                    |                    |
|  |            |                 | Stati Uniti     | 3         |                    |                    |  |  |                    |                    |
|  |            | Rep. Dominicana | 0               |           |                    |                    |  |  |                    |                    |
|  | -          | Rep. Dominicana | 0               | -         |                    |                    |  |  |                    |                    |
|  | -          |                 |                 | -         |                    |                    |  |  |                    |                    |
|  | -          | -               |                 |           |                    |                    |  |  |                    |                    |
|  | -          | -               | Rep. Dominicana | 3         | Finale 3º/4º posto | Finale 3º/4º posto |  |  |                    |                    |
|  |            |                 | Rep. Dominicana | 3         | Finale 3º/4º posto | Finale 3º/4º posto |  |  |                    |                    |
|  |            | Argentina       | 1               |           |                    |                    |  |  |                    |                    |
|  | Argentina  | Argentina       | 1               | 3         | Cuba               | 0                  |  |  |                    |                    |
|  | Argentina  |                 |                 | 3         | Cuba               | 0                  |  |  |                    |                    |
|  | Canada     | 1               |                 | Argentina | 3                  |                    |  |  |                    |                    |
|  | Canada     | 1               |                 |           | 3                  |                    |  |  |                    |                    |
|  |            |                 |                 |           |                    |                    |  |  |                    |                    |
|  |            |                 |                 |           |                    |                    |  |  |                    |                    |

#### Quarti di finale
| 19 giugno 2015 Coliseo Eduardo Dibós, Lima Durata: 1h:44 - Spettatori: 150 | Argentina | 3 - 1 | Canada     | 25-20, 25-20, 23-25, 25-21        |
| 19 giugno 2015 Coliseo Eduardo Dibós, Lima Durata: 2h:05 - Spettatori: 500 | Cuba      | 3 - 2 | Porto Rico | 25-19, 23-25, 29-27, 23-25, 16-14 |

#### Semifinali
| 20 giugno 2015 Coliseo Eduardo Dibós, Lima Durata: 1h:11 - Spettatori: 400   | Stati Uniti     | 3 - 0 | Cuba      | 25-17, 25-20, 25-22        |
| 20 giugno 2015 Coliseo Eduardo Dibós, Lima Durata: 1h:54 - Spettatori: 1 250 | Rep. Dominicana | 3 - 1 | Argentina | 25-23, 25-20, 23-25, 25-21 |

#### Finale 5º posto
| 21 giugno 2015 Coliseo Miguel Grau, Callao Durata: 1h:58 - Spettatori: 100 | Canada | 3 - 1 | Porto Rico | 25-21, 25-23, 20-25, 25-23 |

#### Finale 3º posto
| 21 giugno 2015 Coliseo Eduardo Dibós, Lima Durata: 1h:17 - Spettatori: 250 | Cuba | 0 - 3 | Argentina | 23-25, 23-25, 20-25 |

#### Finale
| 21 giugno 2015 Coliseo Eduardo Dibós, Lima Durata: 1h:16 - Spettatori: 1 250 | Stati Uniti | 3 - 0 | Rep. Dominicana | 25-20, 25-20, 25-15 |

### Finali 7º e 9º posto
|  | Semifinali | Semifinali | Semifinali |         |          | Finale 7º/8º posto  | Finale 7º/8º posto  | Finale 7º/8º posto  |  |
|  |            |            |            |         |          |                     |                     |                     |  |
|  | Colombia   | Colombia   | 3          |         |          |                     |                     |                     |  |
|  | Colombia   | Colombia   | 3          |         |          |                     |                     |                     |  |
|  | Perù       | Perù       | 2          |         |          |                     |                     |                     |  |
|  | Perù       | Perù       | 2          |         | Colombia | Colombia            | 0                   |                     |  |
|  |            |            |            |         | Colombia | Colombia            | 0                   |                     |  |
|  |            |            | Brasile    | Brasile | 3        |                     |                     |                     |  |
|  | Brasile    | Brasile    | Brasile    | Brasile | 3        | 3                   |                     |                     |  |
|  | Brasile    | Brasile    |            |         |          | 3                   |                     |                     |  |
|  | Messico    | Messico    | 0          |         |          | Finale 9º/10º posto | Finale 9º/10º posto | Finale 9º/10º posto |  |
|  | Messico    | Messico    | 0          |         |          |                     |                     |                     |  |
|  |            |            |            |         |          |                     |                     |                     |  |
|  |            |            |            |         |          | Messico             | Messico             | 2                   |  |
|  |            |            |            |         |          | Messico             | Messico             | 2                   |  |
|  |            |            |            |         |          | Perù                | Perù                | 3                   |  |

#### Semifinali
| 19 giugno 2015 Coliseo Miguel Grau, Callao Durata: 1h:22 - Spettatori: 150 | Brasile  | 3 - 0 | Messico | 25-19, 25-17, 25-21               |
| 19 giugno 2015 Coliseo Miguel Grau, Callao Durata: 2h:09 - Spettatori: 600 | Colombia | 3 - 2 | Perù    | 19-25, 23-25, 25-20, 25-23, 15-11 |

#### Finale 9º posto
| 20 giugno 2015 Coliseo Eduardo Dibós, Lima Durata: 2h:04 - Spettatori: 1 000 | Messico | 2 - 3 | Perù | 22-25, 25-20, 20-25, 25-18, 15-17 |

#### Finale 7º posto
| 21 giugno 2015 Coliseo Miguel Grau, Callao Durata: 1h:19 - Spettatori: 50 | Colombia | 0 - 3 | Brasile | 22-25, 23-25, 15-25 |

### Finale 11º posto
| 19 giugno 2015 Coliseo Miguel Grau, Callao Durata: 1h:47 - Spettatori: 50 | Costa Rica | 3 - 1 | Uruguay | 22-25, 25-21, 25-18, 25-21 |

## Classifica finale
| Pos     | Squadra         | Rosa |
| ------- | --------------- | --- |
| Oro     | Stati Uniti     | Formazione: 2 Ajanaku, 4 Paolini, 7 Lichtman, 9 Richards, 10 N. Hagglund, 13 Jackson, 16 Bartsch, 17 Klineman, 19 Hodson, 20 J. Hagglund, 23 Lloyd, 24 Vansant, CT: Hunt                          |
| Argento | Rep. Dominicana | Formazione: 2 Fernández, 3 Eve, 4 Fersola, 5 Castillo, 7 Marte, 9 Rondón, 12 Ángeles, 13 Moreno, 14 Rivera, 16 Peña, 17 Mambrú, 19 Binet, 20 Martínez, CT: Kwiek                                  |
| Bronzo  | Argentina       | Formazione: 1 Garbari, 2 Acosta, 3 Nizetich, 5 Fresco, 8 Piccolo, 9 Sagardía, 10 Sosa, 11 Lazcano, 12 Rizzo, 13 Boscacci, 14 Fernández, 15 Oillataguerre, 16 Busquets, 18 Castiglione, CT: Orduna |
| 4       | Cuba            | Formazione: 2 Gracia, 3 Rojas, 4 Vargas, 5 Hernández, 6 Lescay, 10 Borrell, 11 Moreno, 14 Sánchez, 15 Vilches, 17 Casanova, 18 Matienzo, 19 Álvarez, CT: García                                   |
| 5       | Canada          | Formazione: 1 Guimond, 3 Page, 4 Richey, 5 Smith, 7 Murray-Méthot, 8 Thibeault, 9 Love, 12 Cross, 13 Charuk, 19 Lundquist, 23 Reesor, 25 Joseph, CT: Ludwig                                       |
| 6       | Porto Rico      | Formazione: 3 Mojica, 4 Santos, 6 Rosa, 7 Enright, 9 Cruz, 12 Del Valle, 13 Ferrer, 14 Valentín, 16 Oquendo, 17 Ocasio, 23 Victoriá, 25 Benítez, CT: Mieles                                       |
| 7       | Brasile         | Formazione: 1 Costa, 2 Conceição, 4 Pinto, 5 Ferreira, 6 Dutra, 8 Tórmena, 11 Teixeira, 12 de Oliveira, 13 Vasques, 14 Medeiros, 15 Késsia, 16 Rocha, 18 Lima, 19 Amaral, CT: Thomas              |
| 8       | Colombia        | Formazione: 1 Ampudia, 2 Soto, 3 Segovia, 4 G. Coneo, 5 Guerrero, 6 Vargas, 7 Marmolejo, 10 Arrechea, 12 Montaño, 13 Gómez, 15 Marín, 18 Ramírez, 19 Martínez, 20 A. Coneo, CT: Guillaume         |
| 9       | Perù            | Formazione: 2 Uribe, 3 Rueda, 6 Muñoz, 7 Egoavil, 8 Frías, 9 Camet, 10 La Rosa, 11 Yllescas, 12 Leyva, 13 López, 14 Urrutia, 15 Ortiz, 16 Acosta, 18 Gómez, CT: Marasciulo                        |
| 10      | Messico         | Formazione: 1 León, 2 López, 3 Rivera, 5 Rangel, 7 Flores, 8 Carranza, 9 Segura, 10 Sainz, 13 Moreno, 18 Hernández, 19 Rodríguez, 25 Sanay, CT: Azair                                             |
| 11      | Costa Rica      | Formazione: 2 Picado, 3 Murillo, 4 Rodríguez, 8 Araya, 12 Sayles, 14 Fonseca, 16 Hines, 17 Alfaro, 18 Sibaja, 20 Campos, 21 Castro, 22 Hadar, CT: Godínez                                         |
| 12      | Uruguay         | Formazione: 2 Olave, 5 Alcaraz, 6 Mattos, 9 Poncet, 10 Suárez, 12 Neves, 15 Méndez, 16 Talmon, 17 Tucuna, 18 Bausero, 19 Píriz, 20 Schneider, CT: Peralta                                         |

## Premi individuali
| Premio                 | Nome            | Squadra         |
| ---------------------- | --------------- | --------------- |
| MVP                    | Krista Vansant  | Stati Uniti     |
| Miglior realizzatrice  | Melissa Vargas  | Cuba            |
| Miglior servizio       | Melissa Vargas  | Cuba            |
| Miglior difesa         | Brenda Castillo | Rep. Dominicana |
| Miglior ricevitrice    | Brenda Castillo | Rep. Dominicana |
| Miglior palleggiatrice | Carli Lloyd     | Stati Uniti     |
| Miglior opposto        | Ángela Leyva    | Perù            |
| Miglior schiacciatrice | Krista Vansant  | Stati Uniti     |
| Miglior schiacciatrice | Melissa Vargas  | Cuba            |
| Miglior centrale       | Alena Rojas     | Cuba            |
| Miglior centrale       | Lucille Charuk  | Canada          |
| Miglior libero         | Brenda Castillo | Rep. Dominicana |